# Szafarnia (województwo kujawsko-pomorskie)
Szafarnia – wieś w Polsce położona w województwie kujawsko-pomorskim, w powiecie golubsko-dobrzyńskim, w gminie Radomin, centrum wsi znajduje się około 1,5 km na północ od drogi wojewódzkiej nr 534 Grudziądz – Golub-Dobrzyń – Rypin.

## Podział administracyjny
W latach 1975–1998 miejscowość położona była w województwie toruńskim.

## Demografia
Według Narodowego Spisu Powszechnego (III 2011) wieś liczyła 280 mieszkańców. Jest piątą co do wielkości miejscowością gminy Radomin.

## Opis dworku
We wsi znajduje się klasycystyczny dworek z XIX wieku, w którym znajdują się wystawy związane z Fryderykiem Chopinem. Kompozytor w latach 1824–1825 przebywał tu dwukrotnie na wakacjach u rodziny Dziewanowskich. Obecny dwór w stylu eklektycznym, w którym mieści się Ośrodek Chopinowski, zbudowano w 2. połowie XIX wieku, prawdopodobnie z wykorzystaniem murów poprzedniego. W roku 1960, dworek z otaczającym go parkiem, zostały wpisane do rejestru zabytków nieruchomych (nr rej.: A/433/141 z 30.01.1960).

## Likwidacja szkoły
25 czerwca 2004 została zlikwidowana szkoła podstawowa im. Fryderyka Chopina, 3 lata po podjęciu przez radę gminy Radomin uchwały o jej likwidacji z przyczyn finansowych. Szkoła okupowana była przez rodziców przez 516 dni, odbyło się 6 głodówek, kilkanaście pikiet, niektórzy rodzice zrzekli się obywatelstwa polskiego (oddali dowody prezydentowi Aleksandrowi Kwaśniewskiemu), a uczniowie uczyli się nielegalnie, przy czym nauczyciele pracowali za darmo. Uczniów szkoły przeniesiono do odległej o 2 km szkoły w Płonnem.